# 地球!ふしぎ大自然
『地球!ふしぎ大自然』（ちきゅう ふしぎ だいしぜん）は、NHK総合テレビで2001年4月2日から2006年3月13日まで放送された動物番組である。放送時間は毎週月曜20:00 - 20:43であった。

## 放送枠
この番組はかつてNHKで放送された『自然のアルバム』、『ウオッチング』、『生きもの地球紀行』などの流れを汲む。ただし、月曜日から日曜日19:30 - 20:00に移動した。

## 内容
世界中の自然に戯れる動物や魚、虫などの映像を放送した。
当初は『地球!ふしぎ発見』のタイトルで始めることにしたが、ネーミングがTBSの長寿番組『世界・ふしぎ発見!』と酷似することから、トラブルを避けるために変更を余儀なくされた。

## ナレーション
NHKアナウンサー
- 武内陶子
- 中條誠子（2007年度 - ）
- 住吉美紀
- 松本和也（2007年度 - ）
- 滝島雅子
- 久保純子

うち松本と中條は後継の『ダーウィンが来た! 〜生きもの新伝説〜』でもナレーターを担当する。
その他
- 戸谷公次
- 草彅剛
- 小泉今日子
- 上川隆也
- 増谷康紀

## テーマ曲
「Kiss Your Dreams」（作詞・作曲：杉本竜一　歌：薬師丸ひろ子／OSAMU）

## 放送リスト
全173回放送された。
| 放送日   | サブタイトル                                                      |
| -------- | ----------------------------------------------------------------- |
| 4月2日   | 深海のタイムカプセル発見！恐竜時代の生きた化石                    |
| 4月9日   | サバンナの掟 放浪するオスライオン                                 |
| 4月16日  | 進化の島シリーズ1 奇跡のガラパゴスイグアナただいま進化中          |
| 4月23日  | 進化の島シリーズ2 太古の箱船マダガスカル奇跡が生んだサルの楽園    |
| 4月30日  | 南極・氷のミステリークジラ踊る海 ペンギン集う大地                 |
| 5月7日   | 神秘のアマゾン 古代魚はなぜ生き残った？                           |
| 5月14日  | 大草原 森の記憶 老木がヒョウを守る                                |
| 5月21日  | バリ島 七変化の海なぞの変身ダコを探せ                             |
| 5月28日  | サバンナの生存競争 飛ばないダチョウはなぜ生き残った？             |
| 6月4日   | ボルネオ霧の密林 ついに発見！ 幻のヒョウ 雲豹                     |
| 6月11日  | 大草原の嫌われ者 ハイエナの意外な素顔                             |
| 6月18日  | 東京湾の竜宮城 草原に魚が群れイカが舞う                           |
| 6月25日  | アフリカ最後の原生林 水を恐れないゴリラの謎                       |
| 7月2日   | オホーツクへ！奇跡の長距離飛行ハシボソミズナギドリ 1万2千キロの旅 |
| 7月9日   | サバンナの愛きょう者 マングース 小兵軍団の挑戦                    |
| 7月16日  | 北海道 森と川の神秘 巨大フクロウ家族の四季                        |
| 7月23日  | 巨大サボテンの奇跡 灼熱の砂漠に命あふれる                         |
| 8月27日  | 知床の森・川・海 秘密のヒグマ王国                                 |
| 9月3日   | サバンナ大干ばつ アフリカゾウ 命をかけた大行進                    |
| 9月10日  | 疾走！アジア大草原 大きな鼻の珍獣サイガ                           |
| 9月17日  | ケニア・奇跡の泉！ カバの魔法が命を育む                           |
| 9月24日  | 洋上の交差点ミッドウェー コアホウドリ大集結の謎                   |
| 10月15日 | 奇跡の森 沖縄やんばる（1）珍鳥たち生き残りの秘密                  |
| 10月22日 | シリーズ奇跡の森・沖縄やんばる（2）発見！昆虫たちの桃源郷         |
| 10月29日 | 砂漠にカンガルー大繁栄 驚異の母親奮闘記                           |
| 11月5日  | 密林の珍獣バビルサ伝説の巨大キバのなぞ                            |
| 11月12日 | マンボウが跳んだ東太平洋大追跡                                    |
| 12月3日  | 神秘のシロオオカミ カナダ・オーロラの原野                         |
| 12月10日 | イカがタコになったわけオーストラリアの海に進化の道を見た          |
| 12月17日 | 神秘のアマゾン 古代魚はなぜ生き残った？                           |

| 放送日   | サブタイトル                                                                  |
| -------- | ----------------------------------------------------------------------------- |
| 1月7日   | 赤い大地 謎のラクダ王国オーストラリア 灼熱の乾燥地帯                          |
| 1月14日  | 生きもの大移動！海・空・大地に秘めた謎（なぞ）                                |
| 1月21日  | マンタの宿命タヒチ・泳ぎ続ける巨大エイ                                        |
| 1月28日  | 恋の決め手は芸術センス？！アズマヤドリ                                        |
| 2月4日   | 大地にわが子を託した鳥ツカツクリ                                              |
| 2月25日  | オス1頭にメス100頭巨大アザラシ謎（なぞ）のハレム                              |
| 3月4日   | 巨大魚が砂を作る！？オーストラリア白砂の島                                    |
| 4月1日   | 数百万匹！魚たちの大移動                                                      |
| 4月8日   | オーストラリア■魔性のラン                                                     |
| 4月15日  | 謎のヘルパー■“名犬”ジャッカルの子育て                                         |
| 4月22日  | ペンギン大騒動～南アフリカ・街に引っ越した4000羽                              |
| 5月6日   | 父と子運命の絆（きずな）－ 動物びっくり家族愛 －                              |
| 5月13日  | 人魚が水に入ったわけ－ マナティー5000万年の大戦略 －                          |
| 5月20日  | 好きです！東京 ～カラス軍団の秘密～                                           |
| 5月27日  | マッコウクジラ大集結                                                          |
| 6月24日  | 悪魔と呼ばれたタカ－ 風の島フォークランドの宿命 －                            |
| 7月8日   | アマゾンに謎のサルを追う ～熱帯雨林・進化の最前線～                           |
| 7月15日  | 小石は僕らのダイヤモンド 南極ペンギン物語                                     |
| 7月22日  | クジラをねらうシャチ ～驚異の狩りを大追跡～                                   |
| 7月29日  | 天狗鼻に太鼓腹 ボルネオ島・テングザルの秘密                                   |
| 8月26日  | アルプス天上のサバイバル 風雪を生きぬく オオカミ・イヌワシ                    |
| 9月2日   | ホント？人の漁を手伝うイルカ ブラジルの海 200年の絆                           |
| 9月9日   | よみがえった神秘の森富士山・青木ヶ原樹海                                      |
| 9月23日  | ヒマラヤに潜む伝説の動物 ～大追跡！密林から天空の楽園へ～                     |
| 9月30日  | オーストラリアの奇妙な動物 （1）世界一のものまね鳥■コトドリの歌合戦           |
| 10月7日  | 地下に潜ってサバイバル－ コアラの仲間ウォンバットの挑戦 －                    |
| 10月21日 | 火山が水鳥をよぶ ～火と氷の国 アイスランド～                                  |
| 10月28日 | ビルの谷間で空中戦！ ～都会派ハヤブサ誕生～                                   |
| 11月4日  | 水の魔法が生きものを呼ぶ                                                      |
| 11月11日 | 極北の神秘（1）川へ！白いイルカ大遡上（そじょう）－ カナダ・オーロラ輝く海 － |
| 11月18日 | シリーズ極北の神秘（2） ハクチョウ集う丘の謎 シベリア白夜の大地               |
| 12月2日  | マイホームは水の中－ 海に進出したアリ －                                      |
| 12月9日  | 幻の生きものあふれる大河                                                      |
| 12月16日 | 東京湾にサンゴが踊る 海底に咲く神秘の花園                                     |

| 放送日   | サブタイトル                                                                    |
| -------- | ------------------------------------------------------------------------------- |
| 1月13日  | 海が巨木の森を作った カナダ西海岸に見た命の環（わ）                             |
| 1月20日  | 太古の森で発見・原始のゴリラ！？～木の上にすむ変わりもの～                      |
| 2月10日  | 知らなかった日本（1） ハチはなぜ刺す？ 2億年・進化の謎                          |
| 2月17日  | マングローブにアユが泳ぐ 奄美大島 百万年の物語                                  |
| 2月24日  | サハラ砂漠にワニを見た 追跡 砂に埋もれた楽園                                    |
| 3月3日   | 大湿地にトラが泳ぐ■潜入！ガンジスの河口                                         |
| 4月7日   | シリーズ新発見！サルの世界（1） 薬をのむチンパンジー■熱帯の森の健康生活         |
| 4月14日  | シリーズ新発見！サルの世界（2）スローライフで二千万年 ～スリランカ■原始のサル～ |
| 4月21日  | ペンギンが木に登る！ ニュージーランド■暴風圏の島                                |
| 4月28日  | ひとり立ち■その時親は？子は？                                                   |
| 5月12日  | 再発見！日本（1） めざすは標高3000メートル ～北アルプス■槍ヶ岳に登るサル～      |
| 5月19日  | 再発見！日本（2） 渡りをやめたツル湿原に秘められた物語                          |
| 5月26日  | フラミンゴ■決死の大行進 生きもの集まる幻の湖                                    |
| 6月2日   | 探検！海底洞穴の島～パラオ・クラゲ舞う神秘の湖～                                |
| 6月9日   | なぜ生き残った？黒いウサギ 奄美大島■太古の森                                    |
| 6月16日  | 潜行！神秘の赤い海 タスマニア島に謎を追う                                       |
| 6月23日  | 名ハンターの秘密（1）ライオン■急襲！サバンナ大作戦                              |
| 6月30日  | 名ハンターの秘密（2）サメ■見えない獲物をどう探す？                              |
| 7月7日   | 氷河が生きものを呼んだ 日高山脈■天上の楽園                                      |
| 7月14日  | アマゾン大洪水■森が水浸し■その時命は？                                          |
| 7月28日  | 氷の海で猛特訓！ アザラシ“タマちゃん”生い立ちの秘密                             |
| 8月25日  | 宿命■最速ランナーへの道 ～チーター親子で大奮戦～                                |
| 9月1日   | 殻を捨てた謎の貝 ～大胆！ウミウシの生き残り術～                                 |
| 9月29日  | ふるさと再発見（1） タカがモグラを襲う！？ ～里山■知られざる命の環～            |
| 10月6日  | ふるさと再発見（2） 大都会にアユ百万匹 ～多摩川 奇跡の復活～                    |
| 10月13日 | クジラが集い エイが跳ねる！ 豊饒の海 カリフォルニア湾                           |
| 10月20日 | 出現！ 宝石とよばれる湿地 ～カラハリ砂漠 水と大地の魔法～                       |
| 10月27日 | 追跡 翼をもったサル？ ～ボルネオの森 珍獣の秘術～                               |
| 11月17日 | 大草原に町を作る？ 小さな開拓者プレーリードッグ                                 |
| 12月8日  | 知っていますか？鳴く虫の会話長崎 里山の秘密                                     |

| 放送日   | サブタイトル                                               |
| -------- | ---------------------------------------------------------- |
| 1月5日   | 地面をめがけてダイビング オーストラリア 謎のカワセミ       |
| 1月12日  | 探検！神秘の海底大山脈 太平洋 深海に眠るミステリー         |
| 1月19日  | 冬も夏も寝てばかり？ 森の忍者 ヤマネの生き残り術           |
| 1月26日  | 小さな大食漢 リカオンサバンナ 野生犬の宿命                 |
| 2月2日   | カカトで歩く太古の昆虫 一瞬のお花畑で大発見！              |
| 2月9日   | 知られざる沖縄（1）海面を花が走る 西表島 海の神秘          |
| 2月16日  | 知られざる沖縄（2） 黒潮が海鳥を呼ぶ 絶海の孤島 仲ノ神島   |
| 2月23日  | 熱帯の森 光のシンフォニー ホタル1万匹 謎の集団発光         |
| 3月1日   | 木を使い分ける巨大キツツキ北海道 富良野の森                |
| 3月29日  | オランウータンが日傘をさす！？文化をはぐくむ森の生活       |
| 4月5日   | ホッキョクグマ大集結の謎 カナダ オーロラの大地             |
| 4月12日  | イワシ大移動1000キロ！南アフリカ 喜望峰の海                |
| 4月19日  | 樹上に生きるクマ 南米アンデス 霧の森の物語                 |
| 4月26日  | 世界一冷たい海 南極海 氷の神秘                             |
| 5月3日   | 探検！針山の迷宮マダガスカル 岩の大地にサルが跳ねる        |
| 5月10日  | 幻想！夜に草原が輝く ブラジル 光るアリ塚の謎               |
| 5月17日  | 大絶壁をヒヒが登る エチオピア 標高4000メートルでサバイバル |
| 5月24日  | 干上がる川で生き残れ！ アフリカ南部 ライオン家族の宿命     |
| 5月31日  | 連なる湖が命をよぶ 太平洋 クリスマス島の神秘               |
| 6月7日   | 海ワシ・アザラシ大集合 知床半島 流氷の海                   |
| 6月14日  | 世界一雨が多い大湿地ハワイ 雨に守られた楽園                |
| 6月21日  | コンビを組んでプロポーズ！？マイコドリのびっくり求愛術     |
| 6月28日  | ヒグマが潮干狩りに潜水？ 北の王者 大繁栄の秘密             |
| 7月5日   | 探検！古代魚ひそむ水辺 知られざるキューバの大自然          |
| 7月26日  | ラッコ ぷかぷか水上生活の秘密 カリフォルニアの青い海       |
| 9月6日   | 花びらに水が湧く！？樹上に咲くラン 新世界の開拓法          |
| 9月13日  | 密林に舞いおりた天国の鳥 秘境 ニューギニア                 |
| 9月20日  | 求む！群れの仲間 母ライオン ひとりぼっちの子育て           |
| 10月4日  | 東京湾にタコが踊る 吸盤のびっくり活用術                    |
| 10月18日 | 地上を走る 地下に潜る アメリカ大草原奇妙なフクロウ         |
| 11月8日  | ペリカンの楽園が水に浮ぶ ドナウ河口の大湿原                |
| 11月5日  | 金色のサル 森を飛ぶ 中国 幻の珍獣キンシコウ                |
| 11月29日 | 魚が家を訪ねる里 琵琶湖畔 ふるさとの水辺                   |
| 12月6日  | 幻のクジラ イッカク大集合 北極海 凍らない海の謎            |
| 12月13日 | 赤道直下 氷河の山 探検！ナイル川源流                       |
| 12月20日 | 田んぼで恋して大木で子育て！ オシドリ夫婦の田園ライフ      |

| 放送日   | サブタイトル                                                        |
| -------- | ------------------------------------------------------------------- |
| 1月24日  | 天空の崖をユキヒョウが駆ける ヒマラヤ・標高5000メートル             |
| 1月31日  | 巨大洞くつにゾウが群れる アフリカ大地溝帯                           |
| 2月7日   | “巨大マンション”を作れ！ 信州 スズメバチ家族の秘密                  |
| 2月14日  | 砂浜がカメで埋まる！ 中米コスタリカ 100万匹の大産卵                 |
| 2月21日  | サルを襲う巨大オウギワシ 熱帯パナマ・樹上の子育て                   |
| 2月28日  | シリーズ 人が育んだ日本の緑（1）帰ってきたツキノワグマ 足尾銅山の森 |
| 3月7日   | シリーズ 人が育んだ日本の緑（2） 東京発1時間の大湿原 渡良瀬遊水地   |
| 3月14日  | 大絶壁をヒヒが登るエチオピア 標高4000メートルでサバイバル           |
| 3月28日  | 白夜が生んだフクロウ 北極圏 ノルウェーの森                          |
| 4月4日   | 赤土が作ったコアラの楽園 オーストラリア・東海岸の森                 |
| 4月11日  | シリーズ アフリカ乾燥の大地（1）                                    |
| 4月18日  | シリーズ アフリカ乾燥の大地（2）                                    |
| 4月25日  | サルを探して鳥が歩く アマゾン熱帯雨林                               |
| 5月2日   | 巨体になって生き残れ！中国山地オオサンショウウオ                    |
| 5月9日   | サルのトップランナー中部アフリカカメルーンの大草原                  |
| 5月16日  | 水の中のライオン大湿地オカバンゴ・決死の狩り                        |
| 5月23日  | 初めて見た！アジアゾウの素顔スリランカの森                          |
| 5月30日  | アンデスの風に乗れ！空の王者コンドル                                |
| 6月6日   | 人里の小さな狩人 モズ 武蔵野の四季                                  |
| 6月13日  | ニシンが湧（わ）く海 カナダ 10億匹の大産卵                          |
| 6月20日  | 氷点下50度をオオカミが駆ける カナダ 北極圏の島                      |
| 6月27日  | 花と珍獣は相思相愛 オーストラリア大平原                             |
| 7月4日   | サンゴ礁にアザラシが泳ぐ ハワイ 楽園の海                            |
| 7月11日  | 謎の小魚天国 西オーストラリア サンゴの海                            |
| 7月25日  | ブナの森に命の泉がわく 秋田 森吉山の四季                            |
| 9月5日   | 世界遺産 知床～ワシが羽ばたく海・森・川                             |
| 9月26日  | 田んぼの王者 タガメが飛んだ                                         |
| 10月3日  | 巨大な鳥は顔が命！？探検 アフリカ大湿地                             |
| 10月10日 | シロフクロウ 壮絶な子育て 白夜の北極圏                              |
| 10月17日 | 巨大ダムを作れ！森の建築家 アメリカビーバー                         |
| 10月24日 | レッサーパンダはなぜ立つ？中国・竹林の小宇宙                        |
| 11月7日  | 聞こえないのに聞こえてる！？アジアゾウ・驚きの会話術                |
| 11月14日 | 巨大なシカが水に潜る カナダ 森と湖の王国                            |
| 11月21日 | アマゾン・水深100mの世界 暗黒の未体験ゾーンに挑む                   |
| 11月28日 | エミューの旅は終わらない オーストラリア 飛べない鳥                  |
| 12月5日  | パンダが吠（ほ）えた！中国・竹林に見た野生                          |
| 12月12日 | 密林の空中サーカス団 南米最大のサル・ムリキ                         |
| 12月19日 | 北へ南へ日本生きもの再発見                                          |

| 放送日  | サブタイトル                                  |
| ------- | --------------------------------------------- |
| 1月16日 | 集団パワーで生き残れ アリの不思議ワールド     |
| 1月30日 | 追跡！カブトムシ大繁栄の秘密 琵琶湖畔の里山   |
| 2月6日  | アムールトラに迫る 厳寒ロシアの森             |
| 3月6日  | ベンガルトラ 謎のオスを追う インド 乾燥の大地 |
| 3月13日 | 追跡！謎の漂流ダコ 厳冬 日本海                |